# Svinárky

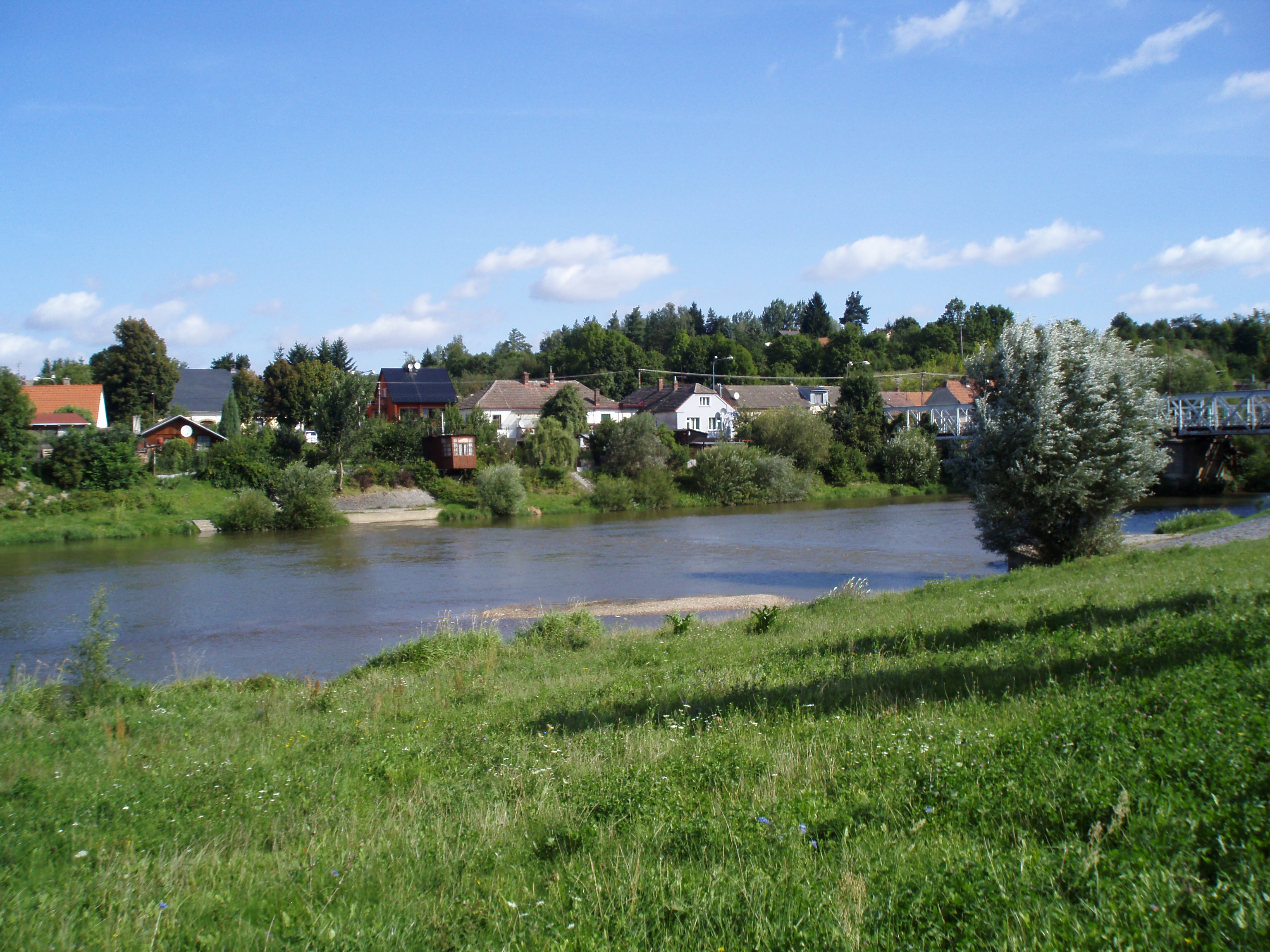
Blick von Svinary über die Orlice auf Svinárky

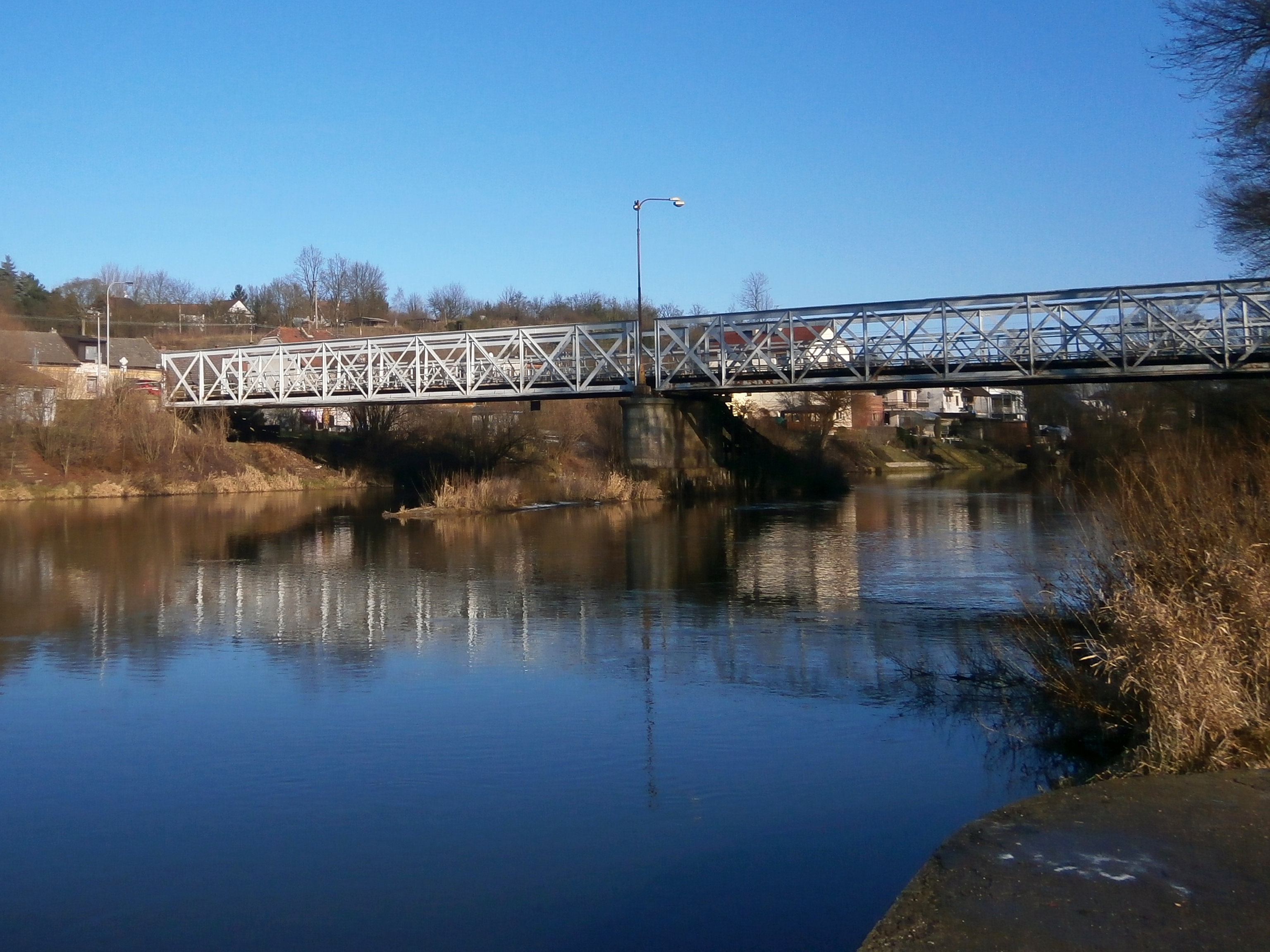
Oberst-Šrámek-Brücke

Svinárky (deutsch Swinarek) ist eine Grundsiedlungseinheit des Ortsteils Svinary der Stadt Hradec Králové in Tschechien. Sie liegt fünf Kilometer östlich des Stadtzentrums von Hradec Králové und gehört zum Okres Hradec Králové.

## Geographie
Svinárky befindet sich rechtsseitig der Orlice in den Orlické nivy (Adlerauen). Das Dorf liegt im Naturpark Orlice. Am nördlichen Ortsrand verlaufen die Silnice I/11 zwischen Hradec Králové und Třebechovice pod Orebem sowie die Bahnstrecke Chlumec nad Cidlinou–Międzylesie. Nördlich bzw. nordöstlich erheben sich im Wald Dehetník die Hügel Slatina (281 m n.m.) und Spáleník (284 m n.m.).
Nachbarorte sind Slatina, Koš und Divec im Norden, Borek, Librantice und Jeníkovice im Nordosten, Blešno im Osten, Na Žerčích, Vycházející Slunce und Běleč nad Orlicí im Südosten, Svinary im Süden, Malšova Lhota im Südwesten, Slezské Předměstí und Kociánovice im Westen sowie Pouchov und Piletice im Nordwesten.

## Geschichte
Archäologische Funde belegen eine frühzeitliche Besiedlung der Gegend. Bei Svinárky wurde ein Hort von Bronzearmreifen entdeckt.
Die erste schriftliche Erwähnung von Svinárky erfolgte 1379 als Besitz der Königgrätzer Heilig-Geist-Kirche. Eine weitere Erwähnung erfolgte zu Beginn des 15. Jahrhunderts im Zusammenhang mit Besitzveränderungen der Swinarer Mühle und der Insel in der Orlice. Später gehörte Svinárky zu den Gütern der Stadt Königgrätz. Wegen deren Beteiligung am böhmischen Ständeaufstand konfiszierte König Ferdinand I. 1547 sämtliche Königgrätzer Stadtgüter und verkaufte die meisten der eingezogenen Dörfer, darunter auch Svinárky an Johann von Pernstein. Dieser veräußerte die Dörfer Svinárky, Svinary und Slatina 1548 an Aleš Rodovský von Hustířan. Im Jahre 1631 erwarb Adam Erdmann Trčka von Lípa Svinárky und schlug das Dorf seiner Herrschaft Smiřice zu. Nach dem Tode von Jan Rudolf Trčka von Lípa wurde die Herrschaft Smiřice durch König Ferdinand II. konfisziert. Bevor er diese wieder veräußerte, trennte er die Dörfer Svinárky und Slatina davon ab und übereignete sie zusammen mit der Herrschaft Neustadt seinem Feldmarschall Walter Leslie. Die Gegend bei Slatina und Swinarek bildete eine südliche Exklave der Herrschaft und wies die schlechteste Bodenbeschaffenheit der Herrschaft auf. Leslie erhob 1667 seine Herrschaften Neustadt und Pettau zum Familienfideikommiss. Im selben Jahre erbte den Besitz sein Neffe, Generalfeldmarschall Jacob von Leslie; ihm folgte 1693 dessen Neffe, Hofkammerpräsident Jacob Ernst von Leslie. Nachdem das österreichische Grafenhaus Leslie 1802 mit dem Tode von Anton von Leslie erloschen war, ging die Herrschaft Neustadt an die Fürsten von Dietrichstein über, aus der Verbindung entstand die neue Linie von Dietrichstein-Proskau-Leslie. 1808 erbte Franz Joseph von Dietrichstein-Proskau-Leslie die Herrschaft.
Im Jahre 1836 bestand das im Königgrätzer Kreis an der Hohenbrucker Straße gelegene Dorf Swinarek aus 41 Häusern, in denen 234 Personen, darunter drei protestantische Familien, lebten. Im Ort gab es eine Mühle und ein Wirtshaus. Eingepfarrt war das Dorf nach Pauchow, evangelischer Pfarrort war Černilov. Bis zur Mitte des 19. Jahrhunderts blieb das Dorf zur Fideikommissherrschaft Neustadt untertänig.
Nach der Aufhebung der Patrimonialherrschaften bildete Svinárky ab 1849 einen Ortsteil der Gemeinde Slatina im Gerichtsbezirk Königgrätz. Ab 1868 gehörte das Dorf zum Bezirk Königgrätz. 1869 entstand anstelle der Fähre eine hölzerne Brücke über die Adler nach Svinary. Die mehrfach durch Hochwasser beschädigte und zuletzt 1891 wiederaufgebaute hölzerne Adlerbrücke wurde 1907 durch eine Eisenträgerbrücke ersetzt. Im April 1949 erfolgte die Umgemeindung von Svinárky nach Svinary, zugleich wurde das Dorf dem Okres Hradec Králové-okolí zugeordnet. Seit 1960 gehört Svinárky zum Okres Hradec Králové. Am 1. Juli 1985 erfolgte die Eingemeindung in die Stadt Hradec Králové. Bis Ende 1985 bildete Svinárky einen Ortsteil der Stadt Hradec Králové, danach wurde das Dorf dem Ortsteil Svinary zugeordnet. Am 1. Januar 2013 hatte Svinárky 205 Einwohner.

## Ortsgliederung
Svinárky gehört zum Ortsteil und zum Katastralbezirk Svinary.

## Sehenswürdigkeiten
- Oberst-Šrámek-Brücke über die Orlice nach Svinárky, errichtet 1907 nach einem Projekt der Prager Brückenbaugesellschaft (Pražská mostárna), einem Tochterunternehmen der Ersten Böhmisch-Mährischen Maschinenfabrik; als Vorbild diente dabei die 1990 abgerissene Berounkabrücke in Dobřichovice. Im Jahre 2009 wurde die Straßenbrücke nach Oberst Šrámek benannt.[4]
- Adlerauen mit zahlreichen abgeworfenen Flussarmen; die Aulandschaft bildet den Naturpark Orlice